# АГ-12
АГ-12 — подводная лодка российского императорского флота проекта Holland-602F, изготовленная в США и приобретённая для Балтийского флота Российской империи. В 1916—1917 годах входила в состав Балтийского флота, участвовала в Первой мировой войне. Взорвана экипажем в 1918 году при оставлении Ханко.

## История строительства
Подводная лодка АГ-12 была построена в 1915 году для КВМФ Великобритании по проекту фирмы «Electric Boat Co» на судоверфи «Barnet Yard» в Ванкувере. 18 (31) августа 1915 года приобретена АО «Ноблесснер» по заказу Морведа России. В том же году в разобранном виде доставлена морским путём во Владивосток, а оттуда по железной дороге в Петроград на Балтийский завод для достройки. Перезаложена 2 (15) апреля 1916 года, и 4 (17) июня зачислена в списки кораблей Балтийского флота, 10 (23) июня включена в состав 4-го дивизиона подводных лодок. 18 (31) августа 1916 года спущена на воду, в первой половине сентября успешно прошла сдаточные испытания в Ревеле, 3 (16) сентября 1916 года вступила в строй. Артиллерийского вооружения не имела, кроме торпедных аппаратов была вооружена лишь пулемётом.

## История службы
17 (30) ноября 1916 года подняла военно-морской флаг и приступила к службе и обучению личного состава, базировалась на Ревель. К началу ноября достигла боеготовности и, находясь в Ревеле, была готова в течение получаса выйти в море. Зимой 1916—1917 года находилась на заводе «Ноблесснер», где на лодке устранялись выявленные недостатки и было установлено 47-мм орудие системы Гочкиса.
В 1917 году совершила четыре боевых похода, успехов не имела. Вместе с дивизионом и плавбазой «Оланд» базировалась на остров Люм. С октября 1917 года вошла в состав Красного флота, базировалась на Рогекюль (ныне деревня Рохукюла, Хаапсалу, Эстония). С декабря в походы не выходила, для зимовки перебазировалась в Ханко. 3 апреля 1918 года немцы высадили у Ханко десант в 9500 человек под командованием Рюдигера фон дер Гольца. Так как порт был заперт льдом, а ледокол отсутствовал, то команда АГ-12 чтобы избежать захвата корабля противником была вынуждена взорвать свою лодку и эвакуироваться в Гельсингфорс поездом.
В 1924 году АГ-12 была поднята финскими водолазами, лодка оказалась в сравнительно неплохом состоянии, и финские власти даже включили её в состав флота и планировали восстановление корабля, однако в дальнейшем от этих планов отказались, и АГ-12 была разделана на металл.

## Командиры
- 26 июня 1916 — 12 сентября 1917: лейтенант (с декабря 1916 — старший лейтенант) Константин Львович Соболев 1-й[2], покинул должность в связи с назначением командиром строящейся подводной лодки «Форель».
- 12-30 сентября 1917: лейтенант Александр Алексеевич Иконников[3], покинул должность по болезни, по выздоровлении вступил в командование подводной лодкой «Змея».
- 18 сентября 1917 — 3 апреля 1918: лейтенант Юлий Витальевич Пуаре[4], ранее старший офицер на АГ-12. После эвакуации из Ханко в Гельсингфорс принял командование подводной лодкой «Пантера» и перевёл её в Кронштадт.